# کولونگا پادروک
کولونگا پادروک (به لهستانی:  Kolonia Paderewek) یک روستا در لهستان است که در گمینا ستردنگ واقع شده‌است.